# 本尼格豪森山
75°47′S 132°18′W / 75.783°S 132.300°W
本尼格豪森山（英語：Mount Boennighausen）是南極洲的山峰，位於瑪麗伯德地，處於科修斯科山西南面7公里，屬於阿梅斯山脈的一部分，海拔高度2,970米，美國地質調查局根據測量和該國海軍的空中照片繪入地圖。